# Mark Delaney
Mark Delaney, né le 13 mai 1976 à Haverfordwest (Pays de Galles), est un footballeur gallois, qui évoluait au poste de défenseur droit à Carmarthen Town, à Cardiff City et à Aston Villa ainsi qu'en équipe du pays de Galles.
Delaney ne marque aucun but lors de ses trente-six sélections avec l'équipe du pays de Galles entre 1999 et 2006.

## Carrière
- 1978-1984 :  Carmarthen Town
- 1998-1999 :   Cardiff City
- 1999-2007 :  Aston Villa[1]

## Palmarès

### En équipe nationale
- 36 sélections et 0 but avec l'équipe du pays de Galles entre 1999 et 2006.

### Avec Aston Villa
- Finaliste de la Coupe d'Angleterre en 2000.